# OMX
OMX AB (Aktiebolaget Optionsmäklarna/Helsinki Stock Exchange ou encore bourse d'Helsinki) est le nom du marché boursier historique d'Europe du Nord. Il comprend les marchés financiers de Stockholm, Helsinki, Copenhague, Reykjavik, Tallinn, Riga et Vilnius. Son siège est à Stockholm.

## Histoire
En 2007, OMX est l'objet d'une bataille boursière. En juin 2007, le Nasdaq lance une OPA sur lui. Puis Borse Dubai et Nasdaq s'allient pour prendre son contrôle et contrer les ambitions de prise de contrôle par le Qatar. Il en résulte alors que Nasdaq rachète OMX pour former NASDAQ OMX, Borse Dubai détenant alors 20 % de l'entité nouvellement formée, depuis février 2008.

## Places boursières
Les bourses suivantes, avec les noms de marché officiels entre parenthèses, sont gérées par Nasdaq Nordic:

### Marché nordique

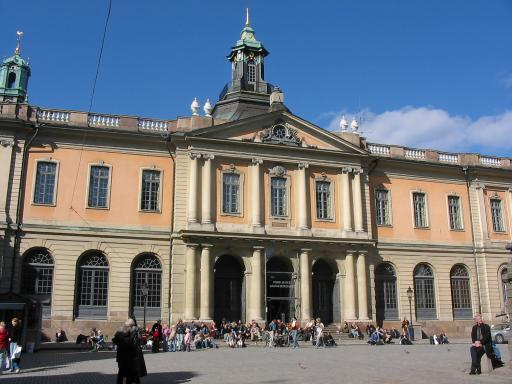
La bourse de Stockholm

- Bourse de Copenhage (Nasdaq Copenhagen)
- Bourse de Stockholm (Nasdaq Stockholm)
- Bourse d'Helsinki (Nasdaq Helsinki)
- Bourse d'Islande (Nasdaq Iceland)

### Marché balte
- Bourse de Tallinn  (Nasdaq Baltic)
- Bourse de Riga  (Nasdaq Baltic)
- Bourse de Vilnius (Nasdaq Baltic)

### autres
- Nasdaq First North (en)
- Bourse d'Arménie

## Principaux indices boursiers
- OMX Copenhagen 20
- OMX Helsinki 25
- OMX Iceland 15
- OMX Nordic 40
- OMX Stockholm 30